# Plouharnel
Plouharnel är en kommun i departementet Morbihan i regionen Bretagne i nordvästra Frankrike. Kommunen ligger i kantonen Quiberon som tillhör arrondissementet Lorient. År 2022 hade Plouharnel 2 272 invånare.

## Befolkningsutveckling
Antalet invånare i kommunen Plouharnel
| Referens: INSEE |